# 간디 경제학
간디 경제학(Gandhian economics)은 인도의 지도자 마하트마 간디가 주창한 영적 및 사회 경제 원칙에 기반한 경제 사상의 한 학파이다. 이는 고전 경제 사고의 바탕을 이루는 물질적 자기 이익을 항상 극대화하려는 합리적 행위자로서의 인간 개념을 거부하는 것으로 크게 특징지어진다. 간디는 서구 경제 체제가 그가 "욕구의 증가"라고 부른 것에 기반하고 있다고 보았는데, 이는 지속 불가능하고 인간의 영혼에 파괴적이라고 느꼈다. 반면 그의 모델은 의미와 공동체에 대한 필요를 포함하여 요구 사항의 충족을 목표로 했다. 경제 학파로서 그 결과로 나온 모델은 보호무역, 국가주의, 비폭력의 원칙과 목표 준수, 사회 경제적 조화를 위한 계급 전쟁 거부 등의 요소를 포함했다. 간디의 경제 사상은 또한 유물론을 거부하고 영적 발전과 조화를 촉진하는 것을 목표로 한다. "간디 경제학"이라는 용어는 간디의 가까운 지지자였던 J. C. 쿠마라파가 만들었다.

## 간디의 경제 사상
간디가 사회-세속적인 문제(그 자신은 신성한 것과 사회적 세계에서의 그 표현 사이에는 거의 구분이 없다고 보았다)에 대해 생각했던 것은 존 러스킨과 미국 작가 헨리 데이비드 소로에게 영향을 받았다. 간디는 평생 동안 인도 독립운동에 더 넓게 참여하면서 인도의 극도의 빈곤, 후진성, 사회 경제적 문제를 해결하기 위한 방법을 개발하려고 노력했다. 간디의 스와데시와 비협조 운동 옹호는 경제적 자급자족의 원칙에 중심을 두었다. 간디는 유럽에서 만든 의복과 기타 제품을 영국 식민주의의 상징일 뿐만 아니라 수백만 명의 인도 노동자, 장인, 여성을 생계를 잃게 만든 대규모 실업과 빈곤의 원천으로 삼으려 했다.
직조한 카디 의류와 인도산 제품을 옹호함으로써 간디는 평화로운 시민 저항을 국가 자급자족을 촉진하는 수단으로 통합하려고 했다. 간디는 찬파란과 케다의 농부들을 이끌고 착취적인 세금 및 농민과 노동자를 빈곤으로 몰아넣는 다른 정책들을 종식시키고 그들의 경제적 권리를 방어하기 위해 영국 정부의 지원을 받는 방직 공장 주인과 지주에 대항하는 사티아그라하(시민 불복종 및 세금 저항)를 벌였다. 이 반란의 주요 부분은 농부들이 카스트 차별과 여성에 대한 억압적인 사회 관행을 종식시키고, 자체 의복과 식량을 생산하여 교육, 건강 관리 및 자급자족을 촉진하기 위한 협력적 노력을 시작하겠다는 약속이었다.
간디와 그의 추종자들은 인도에 수많은 아슈람을 세웠다(간디는 남아프리카 공화국에서 아슈람 정착지를 개척했다). 아슈람의 개념은 코뮌과 비교할 수 있으며, 주민들은 자급자족, 개인 및 영적 발전, 그리고 더 넓은 사회 발전을 위해 일하는 생활 방식을 촉진하면서 자체 식량, 의복, 생활 수단을 생산하려고 노력한다. 아슈람에는 주민들이 직접 건설한 작은 농장과 주택이 포함되었다. 모든 주민은 필요한 모든 작업에 도움을 주어야 했으며 평등의 가치를 증진시켰다. 간디는 또한 물질적 추구와 부의 탐욕을 부정하는 것을 중심으로 하는 "신탁" 개념을 옹호했으며, 실천자들은 경제 자원과 재산 관리에 있어 다른 개인과 공동체의 "신탁"으로서 행동했다.
많은 인도 사회주의자 및 공산주의자와 달리 간디는 계급 전쟁과 계급 기반 혁명 개념에 대해 혐오감을 느꼈는데, 그는 이를 사회적 폭력과 부조화의 원인으로 보았다. 간디의 평등주의 개념은 물질적 발전보다는 인간 존엄성의 보존에 중점을 두었다. 간디의 가장 가까운 지지자와 숭배자 중에는 간샴다스 비를라, 암바랄 사라바이, 잠날랄 바자지, J. R. D. 타타와 같은 산업가들이 있었는데, 이들은 노동 관계 관리에 있어 간디의 진보적인 아이디어를 여러 가지 채택했으며, 간디의 아슈람과 사회 정치 활동에도 개인적으로 참여했다.

## 스와라지, 자기 통치
루돌프는 자신의 소심함을 극복하려는 시도로 영국인을 모방하려다 실패한 후, 간디는 남아프리카 공화국에서 동포들을 도움으로써 자신이 찾고 있던 내면의 용기를 발견했다고 주장한다. 새로운 용기는 전통적인 벵골 방식의 "자기 고통"을 관찰하는 것으로 이루어졌으며, 자신의 용기를 찾음으로써 간디는 인도 전체에 '사티아그라하'와 '아힘사'의 길을 제시할 수 있었다. 간디의 저술들은 자유의 네 가지 의미를 표현했다. 즉 인도의 국가 독립, 개인의 정치적 자유, 빈곤으로부터의 집단 자유, 그리고 개인적 자기 통치 능력.
간디는 스스로를 철학적 무정부주의자라고 묘사했으며, 인도를 밑바탕 정부가 없는 인도로 구상했다. 그는 한때 "이상적으로 비폭력적인 국가는 정돈된 무정부 상태일 것"이라고 말했다. 정치 체제는 대체로 계층적이며, 개인부터 중앙 정부까지 각 권력 계층은 하위 계층보다 더 높은 권위를 가지지만, 간디는 사회는 정확히 그 반대여야 한다고 믿었다. 개인에게 이르기까지 아무도 동의 없이 어떤 것도 행해지지 않는 것이다. 그의 생각은 국가의 진정한 자체 통치는 모든 사람이 스스로를 통치하고, 국민에게 법을 강제하는 국가가 없다는 것을 의미한다.
이는 비폭력적인 갈등 조정을 통해 시간이 지남에 따라 달성될 것이며, 권력은 계층적 권위의 계층에서 궁극적으로 개인에게 분산되어 비폭력 윤리를 구현하게 될 것이다. 상위 권위에 의해 권리가 강제되는 시스템 대신 사람들은 상호 책임에 의해 스스로 통치된다. 남아프리카 공화국에서 돌아왔을 때 간디는 인권 세계 헌장 작성에 참여해 달라는 편지를 받고 "내 경험상 인간 의무 헌장을 갖는 것이 훨씬 더 중요하다"고 답했다.
독립된 인도는 단지 기존 영국 행정 구조를 인도인의 손으로 이전하는 것을 의미하지 않았다. 그는 "당신은 인도를 영국화할 것이다. 그리고 그것이 영국이 되면 힌두스탄이 아니라 영국스탄이라고 불릴 것이다. 이것은 내가 원하는 스와라지가 아니다"라고 경고했다. 테와리는 간디가 민주주의를 정부 체제 이상으로 보았다고 주장한다. 그것은 개성과 공동체의 자율성을 모두 증진시키는 것을 의미했다. 민주주의는 권력을 분배하고 모든 사회 계층, 특히 최하위 계층의 발전을 돕는 도덕적 시스템이었다. 그것은 비폭력적인 방식으로 분쟁을 해결하는 것을 의미했다. 그것은 사상과 표현의 자유를 요구했다. 간디에게 민주주의는 삶의 방식이었다.

## 간디 경제학과 윤리
간디 경제학은 경제학과 윤리를 구분하지 않는다. 개인이나 국가의 도덕적 안녕을 해치는 경제는 비도덕적이며 따라서 죄악이다. 산업의 가치는 주주에게 지급하는 배당금보다는 거기에 고용된 사람들의 몸, 영혼, 정신에 미치는 영향으로 판단되어야 한다. 본질적으로 돈보다는 인간에게 최고의 고려를 기울여야 한다.
간디 경제 사상의 첫 번째 기본 원칙은 '단순한 생활'에 대한 특별한 강조이다. 이는 자신의 욕구를 줄이고 자립하는 데 도움이 된다. 따라서 증가하는 소비자 욕구는 만족을 찾아 땅 끝까지 가는 동물 욕구와 비교된다. 따라서 '생활 수준'과 '삶의 질' 사이에 구분을 두어야 한다. 전자는 단순히 식량, 의복, 주거의 물질적 및 물리적 기준을 나타낸다. 반면 후자는 물질적 발전과 함께 문화적 및 영적 가치와 특성을 흡수하려는 진지한 노력이 있을 때만 달성될 수 있다.
간디 경제 사상의 두 번째 원칙은 소규모 지역 중심 생산이다. 이는 지역 자원을 사용하고 지역 요구를 충족시켜 모든 곳에서 고용 기회를 제공하고, 몇몇의 복지와는 대조적으로 모든 사람의 복지인 사르보다야의 이상을 증진시키는 것이다. 이는 노동력을 절약하는 기술이 아닌 노동력을 활용하는 기술과 함께 사용된다. 간디 경제는 고용 기회를 증가시키고, 노동력을 대체해서는 안 된다. 간디는 기계에 절대적으로 반대하지 않았다. 그는 고된 노동을 피하고 지루함을 줄이는 곳에서는 기계를 환영했다. 그는 싱어 재봉틀을 바람직한 기술의 예로 들었다. 그는 또한 노동의 존엄성을 강조했으며, 육체 노동에 대한 사회의 경멸적인 태도를 비판했다. 그는 모든 사람이 어떤 '생계 노동'을 해야 한다고 주장했다.
간디 경제 사상의 세 번째 원칙은 신탁 원칙으로 알려져 있다. 이는 개인 또는 개인 집단이 경제 기업을 통해 품위 있는 삶을 살 뿐만 아니라 부를 축적하는 데 자유롭지만, 기본 필요 및 투자에 필요한 것 이상의 잉여 재산은 모든 사람, 특히 가장 가난하고 소외된 사람들의 복지를 위한 신탁으로 보유되어야 한다는 것이다. 위에 언급된 세 가지 원칙이 지켜질 때 경제적, 사회적 불평등을 최소화하고 사르보다야를 달성할 것으로 기대된다.

## 환경주의
간디의 추종자들 중 몇몇은 환경주의 이론을 개발했다. J. C. 쿠마라파가 최초로, 1930년대와 1940년대에 여러 관련 서적을 썼다. 그와 미라 베헨은 대규모 댐 및 관개 프로젝트에 반대하며, 소규모 프로젝트가 더 효과적이고, 유기농 퇴비가 인공 화학 물질보다 더 좋고 덜 위험하며, 숲은 수익 극대화보다는 물 보존을 목표로 관리되어야 한다고 주장했다. 라지 정부와 네루 정부는 그들에게 거의 주의를 기울이지 않았다. 구하르는 쿠마라파를 "녹색 간디주의자"라고 부르며, 그를 인도 현대 환경주의의 창시자로 묘사한다.

## 주요 간디 경제학자
- J K 메타
- J. C. 쿠마라파

## 같이 보기
- 간디 사회주의

## 참고문헌
- Gonsalves, Peter (2012). 《Khadi: Gandhi's Mega Symbol of Subversion》. SAGE Publications. ISBN 978-81-321-0735-4.
- Narayan, Shriman (1970). 《Relevance of Gandhian economics》. Navajivan Publishing House. ASIN B0006CDLA8.
- Narayan, Shriman (1978). 《Towards the Gandhian Plan》. S. Chand and Company Limited.
- Pani, Narendar (2002). 《Inclusive Economics: Gandhian Method and Contemporary Policy》. Sage Publications Pvt. Ltd. ISBN 978-0-7619-9580-7.
- Schroyer, Trent (2009). 《Beyond Western Economics: Remembering Other Economic Culture》. Routledge.
- Sharma, Rashmi (1997). 《Gandhian economics: a humane approach》. Deep and Deep Publications Pvt. Ltd. ISBN 978-81-7100-986-2.